# Естер Ралстон
Естер Ралстон (англ. Esther Ralston, при народженні Естер Луїз Ворт; 17 вересня 1902 — 14 січня 1994) — американська акторка театру, радіо, водевілів та кіно, автобіографістка. Почала зніматися у 13-річному віці, пік популярності припав на епоху німого кіно.

## Біографія
Естер Луїз Ворт народилася 17 вересня 1902 року в містечку Бар-Гарбор, штат Мен, в сім'ї артистів водевілю. Її молодшим братом був Говард Ралстон, теж актор німого кіно, але набагато менш відомий; мала ще трьох братів. З дворічного віку грала в «сімейному водевілі», афіша якого свідчила: «Сім'я Ралстон з Крихіткою Естер — наймолодшою Джульєттою Америки».
З 1915 року фільмувалася у кіно, легко увійшла в еру звукових фільмів, але у 1940 році вирішила залишити кінематограф. У 1940-х роках була акторкою театру і радіо, потім повністю покинула індустрію розваг, влаштувалася на роботу продавчинею у великий магазин, швидко піднялася кар'єрними сходами, виявившись талановитою менеджеркою.
У 1960 році удостоєна зірки на Голлівудській алеї слави (6664, Голлівудський бульвар) за внесок в кіноіндустрію.
1985 року світ побачила автобіографія акторки «Some Day We'll Laugh».
Естер Ралстон померла 14 січня 1994 року на 92-му році життя у своєму будинку в містечку Вентура, Каліфорнія, від інфаркту міокарда.

## Сім'я
Естер Ралстон була тричі одружена та розлучена, народила трьох дітей:
- Джордж Вебб, газетяр і шоумен, 1926—1934, дочка — Мері.
- Естер Вебб (нар. 1931). Вілл Морган, актор, 1935—1938, дітей немає.
- Тед Ллойд, радіо-ведучий і колумніст, 1939—1954, дочка — Джуді (нар. 1942) і син — Тед-молодший (нар. 1943).

## Вибрана фільмографія
- 1921 — Малюк / The Kid — масовка
- 1922 — Олівер Твіст / Oliver Twist — Роуз Мейлі
- 1923 — Шалена вечірка / The Wild Party — Бесс Фюрт
- 1924 — Завойовуй свій шлях
- 1924 — Боротися і перемагати / Fight and Win — Голлі Маллой
- 1924 — Пітер Пен / Peter Pan — місіс Дарлінг
- 1925 — Поцілунок для Попелюшки / A Kiss for Cinderella — добра фея
- 1926 — Старі броненосці / Old Ironsides — Естер
- 1934 — Седі МакКі / Sadie McKee — Доллі Меррік
- 1937 — Загроза джунглів / Jungle Menace — Валері Шилдс